# Hospital Militar Reina Astrid
El Hospital Militar Reina Astrid (en francés: Hôpital militaire Reine Astrid; en neerlandés: Militair Hospitaal Koningin Astrid) es un hospital militar belga bajo competencia del Ejército belga. Está ubicado en la base militar Reina Astrid, en Neder-Over-Heembeek, en la Región de Bruselas-Capital. Hospital principal del Ejército belga, su director es el coronel médico Wouter Weuts.
Está especializado en el tratamiento de quemaduras de 3.er y 4.º grado y en medicina de emergencia. Solo es accesible para personal militar, pero no es raro que acoja a víctimas de traumatismos civiles, catástrofes naturales o de quemaduras graves.

## Historia
El hospital fue inaugurado en 1974 en sustitución del vetusto Hospital Militar de Ixelles.
El Centro de grandes quemados fue creado en 1981.  En 2010, después de dos años de trabajos, el centro fue ampliado. Su capacidad es de 26 habitaciones individuales y el set de admisión puede acoger hasta 7 quemados al mismo tiempo.
En1987, junto a otros cinco hospitales, la base militar Reina Astrid fue incorporada a la nueva estructura Belgian Association for Burn Injuries.
En noviembre de 1996, el Centro antienvenenamiento belga sale de Ixelles para instalarse en nuevas instalaciones del hospital militar Reina Astrid.

## Museo belga de radiología
Desde 1990, un museo, con para tema la radiología, está abierto en los pasillos del servicio de radiología. Accesible gratuitamente a todos, su creador y conservador es el doctor René Van Tiggelen.

## Recepción de civiles
Durante la Epidemia de enfermedad a coronavirus de 2019-2020, dos personas de regreso de China el 9 de febrero de 2020 fueron ubicadas en cuarentena para dos semanas en el hospital militar.

## Acceso
En transporte público, se accede al hospital en tres líneas de autobús de la STIB :
- 47 53 57  parada « Hôpital militaire »